# Lorenzo Righi
Lorenzo Righi (Guastalla, 16 agosto 1948) è un ex calciatore italiano, di ruolo centrocampista.

## Carriera
Cresce nelle giovanili dell'Inter, che nel 1962 lo ingaggia dopo un provino sul campo parrocchiale di Guastalla. Con la formazione nerazzurra compie tutta la trafila delle giovanili, senza tuttavia esordire in prima squadra.
Nel 1967 viene ceduto in prestito al Varese di Bruno Arcari, dove rimane fino al 1969 con l'intermezzo di una stagione tra i cadetti, al Padova. In Veneto esordisce in prima squadra, collezionando 8 presenze nel campionato 1968-1969 concluso dai biancoscudati all'ultimo posto. Realizza anche due reti, entrambe nella 3-3 casalingo contro la Ternana. Nel corso della sua militanza varesina viene anche convocato nella Nazionale Under 23 di Enzo Bearzot, senza tuttavia scendere in campo.

Righi (accosciato, terzo da destra) al Modena nel 1977-1978

Tornato al Varese, nel novembre 1969  passa al Treviso, in Serie C, rimanendovi per due annate sotto la guida di Tino Molina. Nella stagione 1971-1972 torna tra i cadetti, acquistato dal Livorno: con i labronici disputa 26 partite e realizza una rete sul campo del Catania, nella partita sospesa e data vinta a tavolino alla formazione amaranto. Rientrato a Treviso, nel novembre 1972 viene acquistato dal Piacenza, sempre in Serie C.
In Emilia contribuisce alla salvezza della formazione di Giancarlo Cella, e viene riconfermato (spesso con i gradi di capitano) anche nelle annate successive, con Cella e quindi con Fabbri. Con quest'ultimo ottiene la promozione in Serie B nel 1975, e disputa il campionato cadetto seguente, concluso con la retrocessione, giocando 35 partite con 4 reti. Rimane anche nell'annata 1976-1977, con Invernizzi allenatore, prima di lasciare il Piacenza nel 1977, quando vengono ceduti diversi elementi legati a Fabbri per problemi di gestione dello spogliatoio.
Nonostante l'interessamento dello stesso Fabbri, che lo avrebbe voluto al Lanerossi Vicenza, Righi approda al Modena, con cui torna a calcare i campi della Serie B disputando 32 partite. L'esperienza in gialloblu è segnata da una doppia retrocessione (dalla Serie B alla Serie C nel 1978, e dalla Serie C1 alla Serie C2 nel 1979), dovuta a problemi finanziari. Dopo la seconda retrocessione conclude la carriera, con 101 presenze e 6 reti all'attivo in Serie B con le maglie di Padova, Livorno, Piacenza e Modena.

## Dopo il ritiro
Abbandonato il mondo del calcio, diventa promotore finanziario presso una banca di Guastalla.

## Palmarès
- Campionato italiano Serie C: 1

Piacenza: 1974-1975 (girone A)